# Andrew Pyper
Andrew Pyper (ur. 4 stycznia 1968 w Stratford w prowincji Ontario, zm. 3 stycznia 2025 w Toronto) – kanadyjski pisarz.
Ukończył studia z zakresu literatury angielskiej na McGill University oraz studia prawnicze na University of Toronto. W 2000 otrzymał nagrodę literacką Arthur Ellis Award (za powieść Lost Girls).
Mieszkał w Toronto. Zmarł 3 stycznia 2025 w swoim domu, w wyniku choroby nowotworowej.

## Dzieła

### Powieści
- Lost Girls (1999)
- The Trade Mission (2002)
- The Wildfire Season (2005)
- The Killing Circle (2008)
- The Guardians (2011)
- The Demonologist (2013; wydanie polskie Demonolog[4])

### Zbiór opowiadań
- Kiss Me (1996)